# Джугаани (Телавский муниципалитет)
Джугаани (груз. ჯუღაანი) — село в Телавском муниципалитете Грузии, располагается в Алазанской долине. Находиться на левом берегу реки Алазни. 430 метров над уровнем моря, 25 километров от Телави. По переписи 2014 года в селе проживает 178 человек.